# Carta per la sicurezza europea
La Carta per la sicurezza europea è un accordo firmato al vertice di Istanbul del 1999 dai leader dei 54 stati appartenenti all'OSCE. Tale documento nasce nel marzo del 1995 a seguito delle preoccupazioni russe riguardo l'allargamento dei confini NATO nell'est europeo, tale documento aveva il fine ultimo di raggiungere un modello di sicurezza comune per l'Europa e per il XXI secolo. Inizialmente il dibattito rimaneva piuttosto astratto e sterile fino al 17-18 luglio del 1998 quando a seguito di un vertice dell'OSCE tenutosi a Copenaghen fu redatta..
Gli argomenti principali trattati nella Carta per la sicurezza europea:
1. Rischi e sfide: Inizialmente si voleva redigere una lista di tutti i rischi e sfide per la sicurezza europea però, si capì che ciò era impossibile a causa dell'impossibilità di distinguere chiaramente minacce esterne ed interne, ciò portò alla redazione di un numero limitato di rischi per la sicurezza, tra cui il terrorismo internazionale, l'estremismo violento, la criminalità organizzata, il traffico di stupefacenti, la diffusione di armi leggere e di piccolo calibro, gravi problemi economici, il degrado ambientale, nonché l'instabilità nel bacino del Mediterraneo e dell'Asia centrale.[4]
2. Dimensione umanitaria: vale la pena menzionare uno sviluppo normativo riguardante la questione delle minoranze nazionali. Nel paragrafo 19 della Carta, i governi dell'OSCE riconoscono il rispetto dei diritti umani, comprese anche le minoranze nazionali, non è solo un fine, ma anche un mezzo per rafforzare l'integrità territoriale e la sovranità degli Stati. Riconoscono inoltre che un modo per preservare e promuovere l'identità etnica, culturale, linguistica e religiosa delle minoranze nazionali all'interno di uno Stato esistente è fornire loro un grado di autonomia.[5][6]

Al contempo però non vennero trattati alcuni argomenti, come la sicurezza dei singoli stati non appartenenti ad alleanze militari, o il possibile dispiegamento di armi nucleari in paesi che non le possiedono, in questo modo non furono soddisfatte le aspettative Russe